# Escola Britânica da Madeira
A International Sharing School - Madeira (ISS-M) é uma escola fundada em 1980, no Funchal.
Esta escola foi fundada por William Leacock sendo atualmente dirigida pela Sharing Foundation. Esse acordo com a Sharing Foundation que permite à escola receber alunos estrangeiros além de facilitar a continuação dos estudos dos alunos madeirenses, fora de Portugal.